# Biały Zdrój, Hạt Świdwin
Biały Zdrój [ˈbjawɨ ˈzdrui̯] (German Balsdrey) là một ngôi làng thuộc khu hành chính của Gmina Sławoborze, trong quận Świdwin, West Pomeranian Voivodeship, ở phía tây bắc Ba Lan.
Nó nằm khoảng 8 kilômét (5 mi) về phía đông nam Sławoborze, 6 km (4 mi) về phía bắc của Świdwin và 91 km (57 mi) về phía đông bắc của thủ đô khu vực Szczecin.